# Curienita
La curienita és un mineral de la classe dels òxids. Va ser anomenada en honor de Hubert Curien.

## Característiques
La curienita és un òxid de fórmula química Pb(UO₂)₂(VO₄)₂(H₂O)₅. Cristal·litza en el sistema ortoròmbic en forma de pols mmicrocristal·lina. La seva duresa a l'escala de Mohs és 3.
Segons la classificació de Nickel-Strunz, la curienita pertany a «04.HB - V[5+, 6+] Vanadats: uranil Sorovanadats» juntament amb els següents minerals: carnotita, margaritasita, sengierita, francevillita, fritzscheïta, metavanuralita, vanuralita, metatyuyamunita, tyuyamunita, strelkinita, uvanita i rauvita.

## Formació i jaciments
La curienita va ser descoberta a la mina Mounana, a Franceville (Haut-Ogooué, Gabon), en la zona d'oxidació d'un dipòsit d'U-V amb contingut de plom. També ha estat descrita a Alemanya, França, l'Iraq, Itàlia, altres indrets de Gabon, la República Democràtica del Congo, la República Txeca i Suïssa.
Sol trobar-se associada a altres minerals com: francevillita, duttonita, vanuralita, chervetita, mottramita, carnotita, dewindtita, torbernita, uranopilita, johannita, kasolita, esfalerita, galena, uraninita, quars, metatorbernita i zeunerita.